# Quecksilberhorizont

Wie man die doppelte Höhe (2α) eines Sterns mit Quecksilberhorizont und Sextant bestimmt, wenn der wahre Horizont (blau) nicht sichtbar ist.

Der Quecksilberhorizont wird bei einigen genauen Messmethoden der Astronomie und Astrogeodäsie eingesetzt. Durch Spiegelung des von einem Stern einfallenden Messstrahls kann das gespiegelte mit dem direkten Bild des Sterns überlagert und so der Sterndurchgang durch den instrumentell vorgegebenen Zenitwinkel gemessen werden. Der Moment der Koinzidenz wird durch Handstoppung oder automatische Zeitregistrierung in Bezug auf die Weltzeit UT1 festgehalten.
Das Messprinzip wurde in den 1950er-Jahren für den Prismenastrolab-Vorsatz des Triangulationstheodoliten Wild T3 entwickelt, bei dem ein 30°-Prisma vor dem Fernrohrobjektiv des horizontal ausgerichteten Theodolits angebracht wurde. Später hat Wild & Co die Messmethode auch für Sekundentheodolite realisiert. Ab etwa 1970 fand es außerdem in zwei hochpräzisen Messinstrumenten Anwendung, dem Danjon-Astrolab und dem Zirkumzenital.
Dabei muss die Quecksilber-Oberfläche erschütterungsfrei bleiben, was für Messungen im Freien nicht leicht erreichbar ist. In den zuletzt genannten Instrumenten befindet sich das Quecksilber möglichst tief im Innern des Geräts, sodass es windgeschützt ist und durch den Beobachter nur wenige Vibrationen erfährt. Diese lassen sich durch ein automatisch bewegtes Mikrometer – analog dem Registriermikrometer an Passageinstrumenten – weiter verringern.
Die Messung erfolgt bei der Methode gleicher Höhen durch Einstellen der vorausberechneten Richtung, in der ein Stern den gewählten Zenitwinkel erreicht, und anschließende Stoppung oder Registrierung des Sterndurchgangs anhand der Koinzidenz (bei Danjon-Astrolab bzw. Zirkumzenital) oder an einem speziellen Fadennetz (bei kleineren Prismenastrolabien).